# Koraia bokhaica
Koraia bokhaica là một loài bướm đêm trong họ Noctuidae.